# Eleição municipal do Crato em 2008
A eleição municipal de 2008 em Crato aconteceu em 5 de outubro de 2008, com o objetivo de eleger prefeito e vice-prefeito da cidade e membros da Câmara de Vereadores.
O prefeito titular era Samuel Araripe, do PSDB, que, por estar em primeiro mandato, se encontrava apto á concorrer a reeleição. Quatro candidatos concorreram à prefeitura do Crato, com Samuel Araripe conseguindo sua reeleição com 48,43% dos votos.

## Candidatos
Nota: a tabela a seguir está organizada por ordem alfabética de candidatos.
| Prefeito(a)    | Prefeito(a) | Prefeito(a) | Vice-prefeito(a)       | Vice-prefeito(a) | Vice-prefeito(a) | Coligação                                                           | Nº |
| Candidato(a)   | Partido     | Partido     | Candidato(a)           | Partido          | Partido          | Coligação                                                           | Nº |
| -------------- | ----------- | ----------- | ---------------------- | ---------------- | ---------------- | ------------------------------------------------------------------- | -- |
| André Barreto  |             | PV          | James Brito            |                  | PT               | "Mais Para Crato" (PV / PT / PCdoB / PTdoB / PMN)                   | 43 |
| Pedro Felício  |             | DEM         | Tibério Beserra        |                  | DEM              | Sem coligação                                                       | 25 |
| Samuel Araripe |             | PSDB        | Raimundo Bezerra Filho |                  | PPS              | "União Pelo Crato" (PSDB / PPS / PTC / PR / PSL / PTB / PSDC / PSC) | 45 |
| Walter Peixoto |             | PMDB        | José Ailton Brasil     |                  | PP               | "Crato é do Povo" (PMDB / PP / PRB / PSB / PDT)                     | 15 |

## Resultados

### Prefeito
| Partido | Partido | Candidato      | Votos  | Votos (%) |
| ------- | ------- | -------------- | ------ | --------- |
|         | PSDB    | Samuel Araripe | 29 285 | 48,43%    |
|         | PMDB    | Walter Peixoto | 20 903 | 34,57%    |
|         | PV      | André Barreto  | 9 768  | 16,16%    |
|         | DEM     | Pedro Felício  | 507    | 0,84%     |
| Totais  | Totais  | Totais         | 60 463 |           |
| Fonte:  |         |                |        |           |

### Vereadores eleitos
| Candidato(a)            | Partido | Votação | Votação |       |
| ----------------------- | ------- | ------- | ------- | ----- |
| Candidato(a)            | Partido | Guer    | PSDB    | 2.787 |
| Carlos Orlando          | PSB     | 2.286   |         |       |
| Dede Da Granja          | PSDB    | 1.949   |         |       |
| Dárcio Luiz de Sousa    | PSDB    | 1.686   |         |       |
| Florisval               | PTC     | 1.542   |         |       |
| Dr. Francisco Esmeraldo | PP      | 1.395   |         |       |
| Joana Pedroza           | PSB     | 1.382   |         |       |
| Fernando Brasil         | PSB     | 1.376   |         |       |
| Jales Velloso           | PP      | 1.332   |         |       |
| Mara Guedes             | PT      | 1.030   |         |       |
| Luiz Cory               | PSC     | 1.021   |         |       |